# アメリカンフットボールの戦術
アメリカンフットボールで使用されるプレー戦術をまとめる。

## 攻撃（ランプレー）

### ダイブ (dive)
ボールを受け取ったランナーが一直線に飛び込むインサイドプレー。
ダイブと言っても、飛び込んでも飛び込まなくても良い。主に短い距離を確実に進めたいときに選択する。1回につき3ヤード以上進めば攻撃側が優勢とされる。

### ブラスト (blast)
フルバックがリードブロッカーとなって中央付近に走路を作り、ボールを受け取ったテイルバックが走るインサイドプレー。

### オフタックル、パワーオフタックル (off-tackle, power off-tackle)
ランナーがタックルの外側のホールを走るプレー。
一方のサイドに数的優位を作り出すパワープレーである。
「オフ」には外側の意味があり、走路によって「オフセンター」、「オフガード」というランプレーも存在する。タイトエンドの外側は「オープン」と呼ぶ。

スイープと違い、オフタックルではタックルとタイトエンドが走路をつくる。
さらに逆サイドのガードがリードブロックに参加する場合はパワーオフタックルと呼ぶ。

### スイープ、パワースイープ(sweep, power sweep)
ランナーがスクリメージライン上のブロックの並びの後ろを横切って回り込むプレー。逆サイドのガードがリードブロックに参加する場合はパワースイープと呼ぶ。
「ブロッカーがタックラーを掃き清めた後を走る」ように見える様子から名付けられている。

### ドロー (draw)
クォーターバックがパスをすると見せかけて下がった後、ランニングバックにハンドオフするプレー。
パスラッシュしてきたディフェンスと入れ違うことを狙う。ランニングバックが「線を描く」様に真直ぐ走るところから名付けられた。
ドロップバックしたクォーターバックがそのまま持って走る場合もあり、その場合は「クォーターバック・ドロー」と呼ばれる。

### クォーターバック・スニーク (sneak)
スナップを受けたクォーターバックがそのままボールを保持し、ダイブするプレー。
1ヤード前後の短い距離を確実に進めたい場合に選択される。

### クォーターバック・キープ (keep)
スナップを受けたクォーターバックがそのままボールを保持し、走り込むプレー。オプションでクォーターバック自身が持って走る場合を言うことが多い。

### カウンター (counter)
オフェンスラインや他のバックスのプレー方向と一人逆向きに走らせるプレー。
ランプレーへの守備側の反応が早いときに相手のオーバーパシュートを誘いやすく有効とされる。

### オプション (option)
ランナーが持って走るか、他の選手にボールを渡すか判断するプレー。
選択する行為自体が「オプション」であり、いくつか種類がある。
よく見られる「オプション」として、スナップを受けたクォーターバックが守備選手の動きを読んで次のうちいずれかを選択する。3つの選択肢があることから「トリプル・オプション」などと呼ばれる。
1. 直線的に走っているランニングバックに渡して、ダイブさせる。
2. クォーターバックがそのまま持って、オープンサイドにキープする。
3. クォーターバックの外側に走っている別の選手にピッチする。

ランプレーに限らず、ランナーがそのまま走るか、パスを投げるかを選択する「オプション」も存在する。

### トリックプレー

#### リバース (reverse)
ワイドレシーバーがボールを持って横切って走るプレー。
クォーターバックからボールを受けたランニングバックなど別の選手がスイープのように横方向に走り、その方向にいるワイドレシーバーとすれ違いざまにボールを受け渡し、ワイドレシーバーが逆サイドに走り込む。
最初に走ったランナーとは逆方向にプレーが展開して、相手の守備を攪乱させて、ゲインを狙う。
ワイドレシーバーにボールを渡さず、スイープしたランナーがそのまま走る「リバース・フェイク」、別のワイドレシーバーにさらに渡して、プレー方向を再逆転させる「ダブル・リバース」など応用プレーが存在する。

#### エンド・アラウンド (end around)
ワイドレシーバーがボールを持って横切って走るプレー。
クォーターバックから直接ボールを受け取ることが「リバース」とは異なり、プレー全体のスピードを速められることが期待できる。

## 攻撃（パスプレー）

### プレーアクション・パス (play action pass)
ランプレーと見せかけてハンドオフのフェイクを入れた後にパスを投げるプレー。
相手がランプレーを警戒している場合、その効果は高い。

### スクリーン・パス (screen pass)
パスレシーバーの前に、1人以上のブロッカーを幕（スクリーン）を張るように展開するプレー。
もっとも一般的なスクリーン・パスでは、ランニングバックやラインがブロックできないフリをして守備選手をあえてパスラッシュさせて、すれ違ったランニングバックにパスする。パスを受けた選手の前には一緒にすれ違ったラインの選手がおりブロッカーを務める。
他にも、オープンサイドにいるワイドレシーバーに投げて、近くにいる別のワイドレシーバー、タイトエンド、タックルにブロックさせる「クイック・スクリーン」（サイド・スクリーン、スプリット・スクリーンとも言う）が存在する。
また、「クイック・スクリーン」の振りをして、逆サイドにスクリーン・プレーを展開する「ダブル・スクリーン」といった応用プレーも存在する。

### サイドライン・パス (sideline pass)
フラッグ、スクエア・アウト等でサイドライン際で捕球するプレー。インターセプトされにくく、捕ってすぐに外へ出られるため、残り時間が少なく計時を止めたい状況では多用される。

### ハーフバック・パス (halfback pass)
ボールを受けたランニングバックがランプレーする（主にスイープ）と見せかけて、フォワードパスを投げるトリックプレー。

### フリー・フリッカー (flea flicker)
一度、クォーターバックから他の選手に渡ったボールを再びクォーターバックに戻して、フォワードパスを投げるトリックプレー。
ボールが蚤（のみ）のように跳ねたり行き来したりする様子から命名されている。

### パス・ルート、パス・パターン (pass route, pass pattern)
レシーバーがフォワードパスを受けるために走るコースのこと。フェイント、フェイクを行うこともあるが、基本は全力疾走、方向転換もスピードが落ちてはならない。
距離については、プレーブックで決められているほか、状況に応じてハドルで指示される場合もある。

#### フライ (fly)
エンドゾーンまで直進する。

#### ポスト (post)
決められた距離を直進した後、ゴールポスト、或いはフィールド中央へ向かって斜めに走る。

#### フラッグ (flag)
決められた距離を直進した後、近いサイドラインのパイロンへ向かって走る。

#### クロス (cross)
決められた距離を直進した後、遠いサイドラインのパイロンへ向かって（フィールドを横切って）走る。
二人のレシーバーが「交差する」ことを指す場合もある。

#### スクエア・イン、スクエア・アウト (square in, square out)
決められた距離を直進した後、直角に内、或いは、外へ曲がる。

#### フック、カムバック、カール (hook, comeback, curl)
決められた距離（主に1stダウン獲得線付近まで）を直進した後、その場で振向く（フック）、振向いて1-2歩戻る（カムバック）、小さく弧を描いて戻る（カール）。

#### スラント (slant)
斜めに中央へ向かう。

#### ヒッチ (hitch)
スナップ後すぐに投げられたパスをスクリメージライン付近で受ける。

#### フレア (flare)
スクリメージライン付近をサイドラインへ向かう。

#### サイドライン (sideline)
サイドライン沿いに走るフライを特にこうに呼ぶ場合もある。

## 守備側
守備側のチームの代表的な戦術（プレー）を下記に示す。

### ゾーン・ディフェンス (zone defence)
パスプレーにおいて、守備側選手が攻撃側選手を1対1で守備するのではなく、割り当てられた守備エリアに侵入してきた選手をカバーする。

### ゾーン・ブリッツ (zone blitz)
ラインバッカーがブリッツし、ディフェンシブラインメンの一部が後退してパスカバーを行う。通常ラインバッカーのブリッツが行われると、そのラインバッカーのいたエリアにスペースができる場合が多く、ブリッツを察知したクォーターバックはそのスペースにショートパスを投げるというセオリーがあるが、ディフェンシブラインメンがそのエリアのパスカバーに入る。

### タックル (tackle)
ボールを持っている攻撃側選手を捕らえ倒すこと。守備側の基本戦術のひとつ。ボールを持っていない選手にタックルすると反則となる。

### パス・インターセプト (pass interception)
クォーターバックが投げたボールを守備側が捕球すること。その瞬間に守備側と攻撃側が交代し、元の守備側が攻める事ができる。

### ブリッツ (Blitz)
ラインバッカーまたはディフェンシブバックが攻撃側のラインメンによる壁を突破し、クォーターバックにタックルを仕掛けるプレー。
主にクォーターバックがパスを投げる前に倒す、クォーターバックサックを狙う。語源は第二次世界大戦中にドイツ軍で多用された“電撃戦”。

### マン・ツー・マン・ディフェンス (man-to-man defence)
パスプレーにおいて、守備側各選手が割り当てられた攻撃選手を1対1でカバーする。

## その他

### フェアキャッチ (fair catch)
相手側がキックしたボールを捕球する際、相手側選手が近くまで突進してきているなど、それ以上のリターンが望めない時やリターンするとファンブルなどの危険を感じるときには、捕球する前に片手を両肩の幅を往復する合図（フェアキャッチ・シグナル）を出すことで、リターンの権利を放棄する代わりに安全を確保できる。フェアキャッチ・シグナルを出した選手にタックルを行うと反則となる。